# Venturada
Venturada è un comune spagnolo di 933 abitanti situato nella comunità autonoma di Madrid.